# Flickingeria nativitatis
Flickingeria nativitatis là một loài lan đặc hữu của đảo Phục sinh.